# Cycloctenus cryptophilus
Cycloctenus cryptophilus là một loài nhện trong họ Deinopidae.
Loài này thuộc chi Cycloctenus. Cycloctenus cryptophilus được miêu tả năm 1981 bởi Hickman.